# Oscar James
Oscar James (Trinidad, 25 luglio 1942) è un attore trinidadiano.

## Biografia
Oscar James nasce nel 1942 a Trinidad, all'epoca colonia britannica. Iniziò a fare l'attore nel 1966.
Tra i numerosi film che ha fatto c'è La fabbrica di cioccolato del 2005 in cui fa la parte del negoziante.

## Filmografia parziale
- Nel mirino del giaguaro (Jaguar Lives!), regia di Ernest Pintoff (1979)
- Hardware - Metallo letale (Hardware), regia di Richard Stanley (1990)
- If Only, regia di Gil Junger (2004)
- La fabbrica di cioccolato (The Chocolate Factory), regia di Tim Burton (2005)

## Doppiatori italiani
Nelle versioni in italiano dei suoi lavori, Oscar James è stato doppiato da:
- Paolo Buglioni in Hardware - Metallo letale
- Stefano Mondini ne La fabbrica di cioccolato